# بريولو غارغالو
بريولو غارغالو (بالإيطالية: Priolo Gargallo)‏ هي بلدية في مقاطعة سرقوسة في صقلية الإيطالية.

## السكان
في سنة 1861 بلغ عدد السكان 2٬516 نسمة، وتطور العدد ليصل في سنة 2011 لـ 12٬167 نسمة.
يظهر هذا المخطط البياني تطور النمو السكاني لـ بريولو غارغالو

## توأمة
لبريولو غارغالو اتفاقيات توأمة مع:
- نيو بريتن